# 太歳神

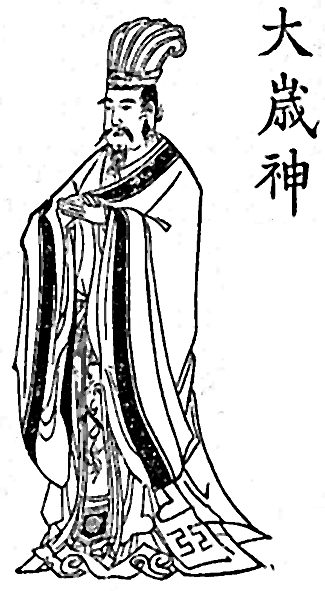
太歳神

太歳神（たいさいしん）とは、陰陽道における8人の方位神（八将神）のひとり。暦本によってはだいさい・太さいと書くものもある。同じ八将神の一人である太陰神の夫ともされ、仏教における本地仏は薬師如来とされる。
太歳神は、木星（歳星）の精とされ、1年の四季において万物の生成をつかさどるという。また、君主的な立場にあり、八方に影響力を持つとされる。木星の精とされることから、樹木や草に関する性格を持っており、太歳神の位置する方位に向かって、樹木や草木等を植えつけることなどは吉であるが、樹木の伐採や草刈りなどは凶とされる。また、君主的な立場にある神であることから、争いごと（訴訟や談判など）や葬儀・解体などは疫災にあうとされるが、貯蓄や家屋の建築や増改築、移転、商取引、結婚、就職などは大吉とされる。
太歳神の在位する方角は、その歳の十二支の方位と同じ方角となる。